# إنسيو نيمينن
إنسيو نيمينن (بالفنلندية: Ensio Nieminen)‏ هو دراج فنلندي، ولد في 30 مارس 1930.

## وصلات خارجية
- إنسيو نيمينن على موقع أوليمبيديا (الإنجليزية)